# Alexander Prokhorenko
Aleksander Aleksándrovich Projorenko en ruso Алекса́ндр Алекса́ндрович Прохоре́нко (22 de junio de 1990, Gorodki, URSS — 17 de marzo de 2016, Palmira, Siria) fue un militar ruso que con el objetivo de defender y recuperar la ciudad siria de Palmira y luego de ser acechado y atacado por una ofensiva islamista del Estado islámico ordenó a su comandante que la misma aviación rusa bombardearan sobre él mismo debido a que sobre él se encontraban las fuerzas fundamentalistas del Estado islámico y a que el mismo Projorenko no quería ser tomado como rehén por parte del ISIS para no ser objeto de propaganda. Projorenko perteneciente a las fuerzas especiales rusas Spetsnaz fue condecorado con la medalla de Héroe de la Federación Rusa, la máxima distinción de valor de la Federación de Rusia.

## Biografía
Projorenko, apodado Sasha, nació el 22 de junio de 1990 en Gorodki en el Óblast de Oremburgo. Ingresó en la Academia Militar de Defensa Aérea de Rusia apenas se graduó del colegio. Se graduó con Medalla de Oro en la Academia Militar de Defensa Aérea, e ingresó en el comando de las fuerzas especiales de Rusia conocidas como Spetsnaz y a los 25 años fue enviado a Siria en una misión secreta para ayudar al Gobierno local. El 17 de marzo de 2016 cuando se encontraba rodeado cerca de la ciudad siria de Palmira y con el objeto de eliminar a los terroristas del ISIS y no ser capturado para ser objeto de propaganda pidió a su comandante que bombardearan su posición para eliminar de manera total a las fuerzas del Daesh la cual su comandante aceptó dicha petición. Sasha estaba casado y su esposa esperando un bebé al momento de su muerte. Fue condecorado con la Medalla de Héroe de la Federación Rusa, máxima distinción rusa.